# Max Hofmeier
Max Friedrich Adolph Hofmeier (Zudar, 28 gennaio 1854 – Untergrainau, 8 aprile 1927) è stato un ginecologo tedesco.

## Biografia
Ha studiato medicina presso l'università di Würzburg, Friburgo e Greifswald, ottenendo il dottorato nel 1876. Da studente è stato influenzato da Alfred Hegar (1830-1914) e Hugo Pernice (1829-1901).
Dopo la laurea, ha lavorato come assistente a Greifswald, poco dopo si è trasferirito a Berlino come assistente presso la Clinica Ostetrica di Karl Schroeder (1838-1887). Nel 1887 divenne professore ordinario di Ostetricia / Ginecologia presso l'Università di Gießen, seguito da un amministratore, l'anno successivo a Würzburg è stato il successore di Friedrich Wilhelm von Scanzoni (1821-1891) presso l'Università Frauenklinik.

## Opere principali
Hofmeier stato redattore scientifico della dodicesima edizione del Carl Schroeder Handbuch der Krankheiten der weiblichen Geschlechtsorgane (1898).
I seguenti sono alcuni dei suoi lavori principali:
- Die Myotomie, 1884
- Grundriss der gynäkologischen Operationen (1888, 4ª edizione 1905).
- Handbuch der Frauenkrankheiten, 1908.[4]